# Каснаково
Касна́ково (болг. Каснаково) — село в Хасковській області Болгарії. Входить до складу общини Димитровград.

## Населення
За даними перепису населення 2011 року у селі проживали 373 особи.
Національний склад населення села:
| Національність   | Кількість осіб | Відсоток |
| ---------------- | -------------- | -------- |
| болгари          | 354            | 95,9%    |
| цигани           | 14             | 3,8%     |
| турки            | 0              | 0%       |
| Всього відповіли | 369            |          |

Розподіл населення за віком у 2011 році:
Динаміка населення: